# Bataille de Tebbs Bend
La bataille de Tebbs' Bend (ou Tebbs Bend ou Green River) eut lieu le 4 juillet 1863 près de la Green River, dans le comté de Taylor, Kentucky, pendant le Raid de Morgan de la Guerre de Sécession. Malgré la supériorité numérique des Confédérés, les soldats de l'Union repoussèrent les attaques répétées du général de brigade John Hunt Morgan.